# 澎湖水道
23°32′42″N 119°51′53″E / 23.545104°N 119.864731°E
澎湖水道，又稱為台澎海峽，是臺灣與澎湖之間，由一條狹長狀的海谷地形所構成的海域。水道东面是台湾的雲林、嘉義二縣，西面是澎湖縣。水道最宽15.75海里，位于查母屿和外傘頂洲之间。
澎湖水道為早期臺灣移民橫渡所稱「黑水溝」之一。由於這裡的海域水色深暗，有強勁海流快速流過，海象惡劣，常有船難，有著「十去，六死，三留，一回頭」之俗諺，形容了臺灣早期移民橫渡澎湖水道所歷經險惡的海象。
目前，他国船舶通过澎湖水道，可能被视为“无害通过”，但相关法律尚待厘清。

## 名称
澎湖水道古稱「黑水溝」。由于湍急的潮水，帶走了水中的沈積與雜屑，讓海水少了許多反射陽光的物質，光線可以貫穿到深處，反映出來的色澤，有如墨黑般的深藍，所以稱為「黑水溝」。在《臺灣縣志》中记载为「小洋」。

## 歷史
澎湖水道的形成，至今還未成定論。一般认为，在更新世晚期，臺灣海峽露出海面，形成連接臺灣島與中國大陸之間的陸橋，隨著黑潮支流、南海水不斷向北湧進，長久下來的下切侵蝕著海床，逐漸在臺灣島與澎湖群島之間形成一條縱向水道，這條水道即「澎湖水道」。
2002年，臺南市政府為保育台江地區的自然資源，提出設立國家公園來推動。2009年正式設立，並定名為「台江國家公園」，海域面積達34,405公頃，範圍包括澎湖水道，涵蓋鹽水溪至東吉嶼之間，寬5公里，長54公里，水深20公尺。其掌管了海域資源，舉凡澎湖水道的海谷地形、古生物化石、隨黑潮北上的鯨豚、鄭成功渡黑水溝來臺的航線皆等此之內。

## 考古
1975年，日本古生物學家鹿間時夫在澎湖水道撈獲哺乳動物化石，與左鎮動物群同為更新世中晚期，為便於區別，因此命名「澎湖—臺南更新世晚期動物群」。1994年至1996年間展開兩岸共同合作研究，邀請中國科學院研究前往探討古地理環境問題，由國立自然科學博物館展示近500件撈自澎湖水道的哺乳動物化石標本。其間，為能讓中國科學院研究人員瞭解打撈作業以及證實化石的出現地點，國立自然科學博物館安排在1995年5月展開2天打撈作業，在澎湖水道撈獲古菱齒象胸椎、德氏水牛頭骨、角幹及四不像鹿犄角等化石。經過多年的研究，整理結果後發現澎湖水道以古菱齒象、德氏水牛和麋鹿出現的化石數量最多，同時也發現這些哺乳動物化石之中，還存在著少量的人類肢骨，並根據四不像鹿的鹿角上痕跡判斷，可能是出自人手所造成的砍痕，這顯示澎湖水道可能在6500年前至5000年前就存在著人類活動，這時期正值全球海退期。
2015年1月27日出刊的《自然通訊》雜誌（Nature Communications）發表在臺灣澎湖水道海域發現的原始人類下顎骨化石，此一經判斷其生存年代距今約45萬至19萬年之間（更新世中期）的澎湖原人為舊石器時代早期的人類。這個化石，是臺灣首度發現的直立人，將臺澎區域的人類活動歷史，由左鎮人時代更往前推進，也使澎湖水道成為現今直立人在亞洲分佈的最東緣。

## 地理

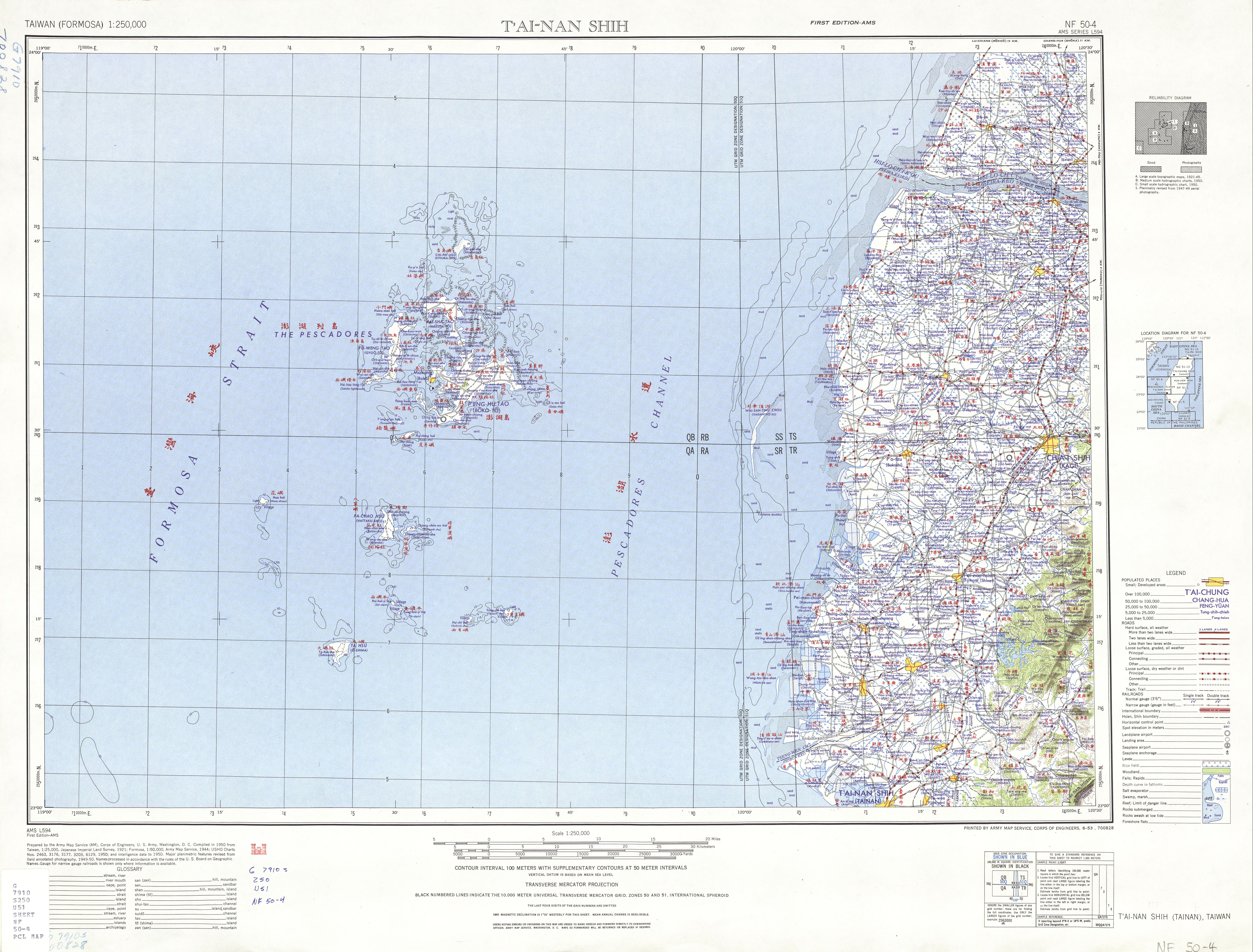
澎湖水道 (Pescadores Channel) (AMS, 1950)

### 地形
澎湖水道南接澎湖海底峽谷，北達烏坵凹陷，南北之間總長約200公里，呈ㄑ狀繞行於澎湖群島與雲彰隆起之間，其海床是細砂質，水深介於100至200公尺之間，是條橫越臺灣海峽底床的狹長水道。在澎湖群島附近海域，其海床多為礁石分布。澎湖水道在雲林、彰化外海一帶，由於受到黑潮支流、南海水終年不斷北流，將南段侵蝕出細砂向北輸送，使之發展出「北段沉積、南段侵蝕」的系統，並在濁水溪出海口海域發現，其下方的海床有大面積廣泛分布砂質沉積物，這表示澎湖水道的沉積物也來自臺灣沿岸的河流。
澎湖水道從高屏陸棚的邊緣位置開始向北延伸，其水深也從180公尺，進入到澎湖水道則驟減至水深剩140公尺，開闊海域向北逐漸狹窄，呈喇叭狀狹長水道，地形呈U狀的海槽，寬度僅4公里。之後繼續向北，到雲林外海，也就是在澎湖群島東側海域，水深便只剩130公尺。這裡海床崎嶇，長年受到強勁海流的侵蝕與許多斷層作用，因此生成出犁溝地形，並且這裡海床可見到火成岩，表示曾受過火山作用。在北緯23度40分位置開始，澎湖水道轉向西北方，這裡水深不到80公尺。行經雲林、彰化之間的外海，澎湖水道遭受東北方突起的平緩海床「雲彰隆起」所阻擋，因此水深又再度驟減，平均約30至40公尺。繞過雲彰隆起，澎湖水道最終與北邊的烏坵凹陷相連。

### 水文
臺灣海峽的海流是屬常年北向，並在澎湖群島分成東、西二道海流向北流經，其中在東側這道海流是流經澎湖水道。在澎湖群島西側，這裡海流受到寬廣的臺灣淺灘影響，緩速了海流，也迫使大部海水趨向澎湖水道，因此成為來自南方的黑潮支流與南海水進入臺灣海峽的主要通道。
在冬季，黑潮支流與南海水一起流經澎湖水道，受到東北季風的吹襲，向北碰上雲彰隆起的阻擋，大部份海流無法直接越過，只能沿雲彰隆起西側繞過北上，並與來自北方的大陸沿岸流在這附近海域形成冷暖對峙的鋒面。在夏季，正當西南季風盛行，強勁的黑潮支流與南海水快速向北流經澎湖水道，平均流速每秒60公分至每秒100公分，相當於1.5節至2.0節，最高流速則可達到4節，尤以臺灣沿岸流為甚。由於受到雲彰隆起的阻擋，海流被分成上層、下層的水體結構，上層水越過雲彰隆起，下層水則沿著雲彰隆起西側邊緣流經，之後在臺灣海峽北部交會，再繼續向北流去。

## 灾害

### 寒害
2008年2月間，適逢農曆新年，澎湖海域發生寒害。主因是當年大陸沿岸流的水體較多，受到雲彰隆起的阻擋，黑潮支流被迫改道，回流進入澎湖，加上澎湖海域的地形易進難出，黑潮支流原地打轉，造成成群魚獲無法承受寒潮而暴斃。但是中央研究院鄭明修博士在下海實勘，認為主因是澎湖海域水深20公尺，又遭逢退潮，大片淺灘的魚群不及游入深海，在持續低溫下，魚群因饑餓而不堪寒冷水溫，因此大量死亡。
後來，這次寒害也被歸咎於政府失職，沒有在災前發出警報通知養殖業者搶收，造成漁業產值損失1億8,116萬1千圓新臺幣。據澎湖水產試驗所與潛水協會潛入海底勘查，發現海下實際情況遠比海岸更為嚴重10倍，許多野生魚類因此死亡。經國家災害防救科技中心報告指出，認為寒害肇因於今年大陸冷氣團強盛，在持續低溫與強風之下，因而發生。

### 地震
2014年1月14日上午，澎湖西北方42公里海域發生芮氏規模5級，其震央深度達24公里，釋放能量相當1/64顆原子彈，使沿海的彰化大城、澎湖馬公、雲林四湖、嘉義六腳、台南佳里等地都感受到這場地震。

## 發電
臺灣四周環海，能源開發有限，為開發再生能源，中華民國政府開始著眼於海洋能電力開發。經評估，臺灣頗具有溫差、波浪及海流等開發潛力，其中海流發電平均流速至少在每秒1.2公尺以上，可開發容量得需要達到4吉瓦，因此發電場址必須選在流速快，流量大。經評估，臺灣在東部及西部的外海都有黑潮流經，其中在西部外海則以澎湖水道最具開發潛力。
澎湖水道呈南寬北窄的地形特性，碰上黑潮常年北流，其地形使海流在澎湖群島附近海域便加速，因此有利於海流能發電的發展，與臺灣東部海域皆具有開發潛力，其流速都在每秒1.2公尺以上，發電效能每平方公尺約100瓦至600瓦。由於國際間唯潮汐發電已有商業化，在溫差、波浪、海流等發電的設備未能商業化，且對於深海海流的試轉發電尚無經驗，使臺灣停留在評估階段。工業技術研究院朝向開發尺度海流模擬現報與預報系統，以便評估黑潮及潮流能量，做為日後開發海流發電的依據。

## 交通

### 航線
由於地理位置之故，臺灣島與澎湖群島之間被澎湖水道所分隔，往返則仰賴空中與海上的航線，以維持二地之間的交通需求。空中航線有臺北－馬公、臺中－馬公、嘉義－馬公、臺南－馬公、高雄－馬公、高雄－望安及高雄－七美等七條往返。海上航線有布袋－馬公、高雄－馬公、高雄－七美－馬公等三條往返，但海上航線受限於每年冬季吹襲的東北季風造成惡劣海象，唯臺華輪終年維持高雄－馬公航線狀態，其餘船務公司都會有公告季節性停駛。

### 事故
数百年来，澎湖水道內船难不断。澎湖海域发生船难的时间多在每年六、七月，主要是受海上飓风的影响。此外，臺灣的航行海域主要以南北航向為主，富貴角與澎湖水道都是船舶往來密集的航道，加上澎湖水道缺乏航線分道的規劃，以及助航設備設立不足，因此臺灣西部海域發生事故居多。
2002年5月，中華航空CI611號班機於澎湖水道上空發生機身解體，其殘骸散落於目斗嶼北方海域，為加快搜索飄流在海面上機體殘骸，海洋研究團隊提供過去所蒐集的海洋數值模式數據，並協助下水參與搜索，以提高殘骸打撈的效率。由於澎湖水道在西北及東南海域已超出搜索範圍，僅能透過機體殘骸與罹難者在雲彰隆起西側海域及中國大陸沿岸被尋獲的位置去得知，其可能原因或許是與澎湖水道中的海流方向有關。

## 法律
1999年，「中華民國第一批領海基線、領海及鄰接區外界線」公告发布，界定出臺灣周邊海域所擁有的領海水域。根據《海洋法公約》之規定「用於國際航行的海峽」，澎湖水道原先並非是中華民國的內水，由於是採直線基線將其劃入內水，因此對國際間往來於該水道未能完全達到管制能力，其結果在《海洋法公約》會發生過境通行制度。
由于臺灣尚未有法律適用於港口外的海域，因此對於澎湖水道的海上交通，無有效依據，用于執行安全維護與裁罰。

## 体育运动
2007年5月10日，5位民眾計畫長泳橫渡澎湖水道，從澎湖縣出發，經24小時後，順利游抵臺灣，於雲林縣口湖鄉上岸，完成全長57.6公里航程。該年6月27日，澎湖縣輕艇協會舉辦「2007年迎向晨曦、獨木舟勇闖黑洋」活動，9位選手以獨木舟方式橫渡澎湖水道，從澎湖出發，預計在傍晚抵達臺灣。當天上午8時許，航至距澎湖約2.5浬處，正當集結航隊，發現有2人失蹤，經海空協力搜救下，最後於29日當天完成搜救作業，2人分別在王功約外海1.5浬處、8浬處尋獲生還。選手事後表示，每位都有航渡經驗，研判原因出自西南季風造成今日活動風浪大，加上澎湖水道的海流特性呈由南向北流，因此流速極快。